# Bildkapelle (St. Gallen)

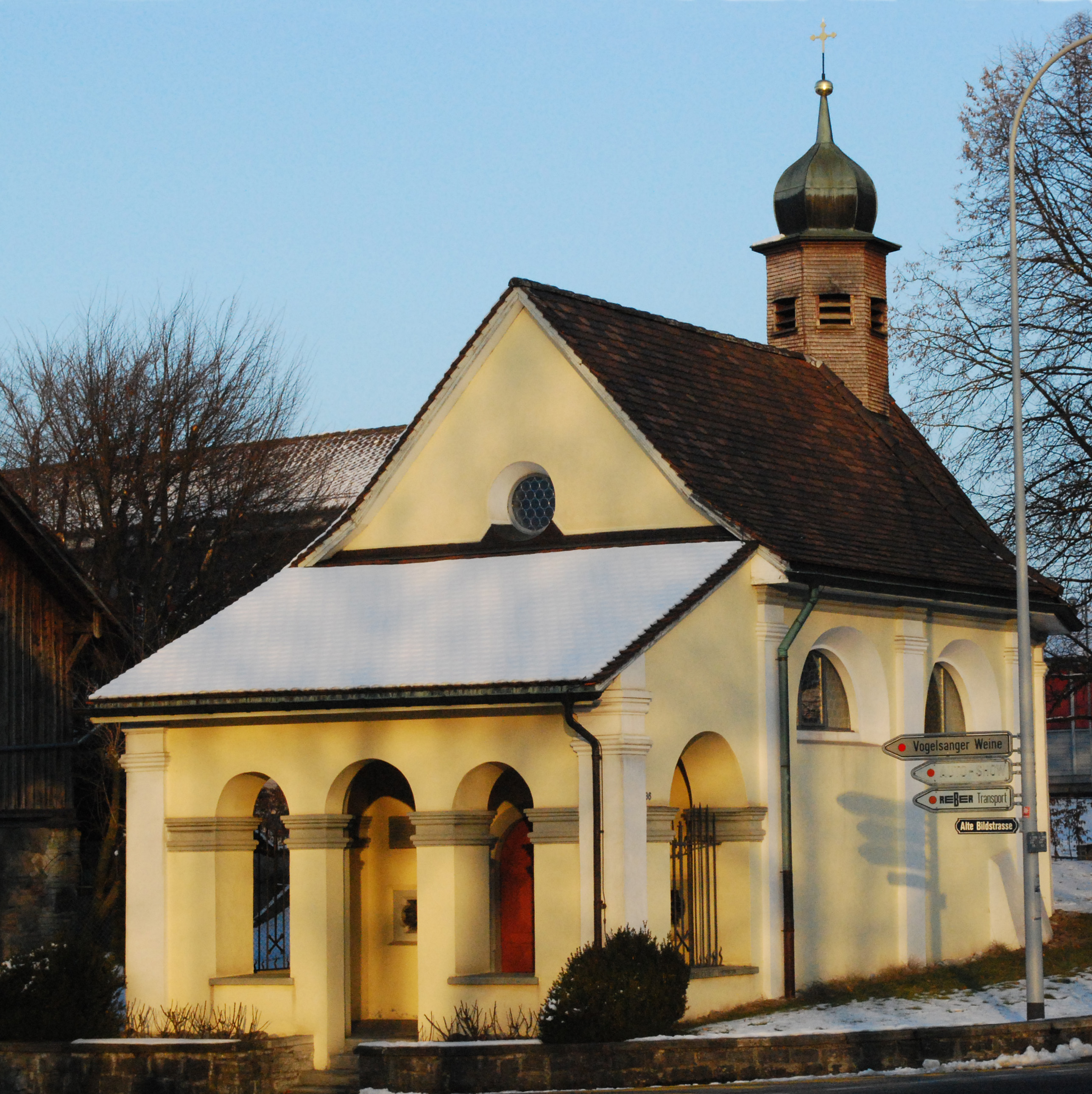
Die Kapelle von Südwesten

Die Bildkapelle in St. Gallen ist eine der heiligen Barbara gewidmete Kapelle im St. Galler Stadtteil Winkeln. Sie befindet sich in unmittelbarer Nähe zum Kybunpark. 

## Geschichte
Ihren Ursprung nahm die Kapelle in einem Bildstock, der 1209 zum Gedenken an die auf dem Breitfeld geführte Schlacht zwischen Abt Ulrich VI. von Sax und dem Bischof Werner von Konstanz errichtet wurde. Einige der Gefallenen sollen damals auf dem Feld begraben worden sein. Dieser Bildstock gab auch dem Gehöft in der Nähe den Namen „Bild“. 
Abt Gallus Alt (Gallus II.) ersetzte diesen Bildstock durch die heutige Kapelle. Die Grundsteinlegung fand 1666 statt; am 31. März 1668 wurde die kleine handgeläutete Glocke im Dachreiter geweiht. Die Konsekration fand am 9. April 1671 statt. Wahrscheinlich hat sie erst damals das Patrozinium der heiligen Barbara erhalten. Die Kapelle wurde 1889, 1964 und 1989 renoviert. 
In der Kapelle, die administrativ zur katholischen Pfarrei von Winkeln gehört, werden regelmässig Gottesdienste gefeiert. Die Pfarrkirche von Winkeln ist jedoch die deutlich neuere Kirche Winkeln. 

## Architektur
Die Kapelle ist im Stil des Barock erbaut, worauf insbesondere der kunstreich geschmückte Hochaltar hindeutet. Poeschel vermutet, dass jedoch lediglich die darauf befindliche Statue der heiligen Barbara noch aus dem 17. Jahrhundert stammt. Ausser einem alten Kreuz ist das Kirchenschiff unverziert. Auffällig ist der Arkadengang vor dem Eingang. Im Türmchen befindet sich eine einzige kleine Glocke, die von Hand geläutet wird.